# أيامي الذهبية
أيامي الذهبية (بالإنجليزية: My Golden Days) و (بالفرنسية: Trois souvenirs de ma jeunesse) هو فيلم درامي فرنسي تم إنتاجه في سنة 2015 وهو من إخراج أرنو ديسبليشن وبطولة كوينتين دولمير ولو روي ليكولين ودينارا دروكاريفا وماتيو أمالريك، قصة الفيلم هي برقول لقصة فيلم حياتي الجنسية... أو كيف أدخل في جدال الذي تم إنتاجه في سنة 1996 والذي تدور قصته حول الفتى بول الذي يستعد لترك المدينة التي عاش بها، إلا أنه يتذكر ما جرى له في تلك وعن جنون والدته في اقامة الحفلات ورحلاته إلى الاتحاد السوفيتي وصديقه الذي خانه مع عشيقته.

## البطولة
- كوينتين دولمير بدور بول ديدالو
- لو رو ليكولين بدور إيستر
- ماثيو امالريك بدور بول البالغ
- دينارا دروكاروفا بدور إيرينا
- سيسيل فوجيل بدور جياني ديدالو
- فرانسوا ليبران بدور روز
- إيرينا فافيلوفا بدور مي سيدوروف
- أوليفيير رابوردين بدور أبيل ديدالو

## وصلات خارجية
- أيامي الذهبية على موقع IMDb (الإنجليزية)
- أيامي الذهبية على موقع ميتاكريتيك (الإنجليزية)
- أيامي الذهبية على موقع روتن توميتوز (الإنجليزية)
- أيامي الذهبية على موقع نتفليكس (الإنجليزية)
- أيامي الذهبية على موقع قاعدة بيانات الأفلام العربية
- أيامي الذهبية على موقع ألو سيني (الفرنسية)
- أيامي الذهبية على موقع أول موفي (الإنجليزية)
- أيامي الذهبية على موقع بوكس أوفيس موجو (الإنجليزية)
- أيامي الذهبية على موقع قاعدة بيانات الأفلام السويدية (السويدية)
- أيامي الذهبية على موقع قاعدة بيانات الفيلم (الإنجليزية)
- أيامي الذهبية على قاعدة بيانات الأفلام على الإنترنيت